# Johann Friedrich Meckel
Johann Friedrich Meckel (Halle, 17 ottobre 1781 – 31 ottobre 1833) è stato un anatomista tedesco.

## Biografia
Figlio del medico e anatomista Philipp Friedrich Theodor Meckel, nel 1802 ricevette il dottorato in medicina presso l'Università di Halle e dal 1808 fino alla sua morte fu professore di patologia, anatomia e chirurgia nello stesso istituto.
Dopo la laurea, Meckel trascorse del tempo a Parigi come assistente dello zoologo Georges Cuvier, di cui tradusse le sue opere di anatomia comparata dal francese al tedesco.
Nel 1829 fu eletto membro straniero dell'Accademia reale svedese delle scienze.
Meckel adottò le teorie di Jean-Baptiste de Lamarck sull'evoluzione, fu inoltre un pioniere nella teratologia ed in particolare studiò alcune malformazioni degli uccelli che avvenivano durante lo sviluppo embrionale.

## Eponimi
A Meckel furono dati i nomi di tre strutture anatomiche:
- Diverticolo di Meckel: un'anomalia congenita dovuta alla presenza di un residuo del dotto onfalomesenterico, che si organizza come un diverticolo, un sacco a fondo cieco a livello ileale.
- Cartilagine di Meckel: è il primo abbozzo di cartilagine embrionale, derivazione della cartilagine "primaria" del condrocranio
- Cavo di Meckel: depressione situata a livello della faccia superiore della piramide del temporale, occupata dal Ganglio semilunare di Gasser.